# غيدو جراتون
غيدو جراتون (بالإيطالية: Guido Gratton)‏ (مواليد 23 أكتوبر 1932) هو لاعب كرة قدم. يلعب مع منتخب إيطاليا لكرة القدم. سبق له أن لعب في كأس العالم لكرة القدم مع منتخب بلاده.

## روابط خارجية
- غيدو جراتون على موقع الاتحاد الدولي (مؤرشف)  (الإنجليزية)
- غيدو جراتون على موقع قاعدة بيانات كرة القدم.إي يو (الإنجليزية)
- غيدو جراتون على موقع ناشيونال فوتبول تيمز (الإنجليزية)
- غيدو جراتون على موقع عالم كرة القدم.نت (الإنجليزية)